# Strogoborzyce
Strogoborzyce est une localité polonaise de la gmina de Radwanice, située dans le powiat de Polkowice en voïvodie de Basse-Silésie.